# (8683) Sjölander
8683 Sjolander (1992 EE13) – planetoida z pasa głównego asteroid okrążająca Słońce w ciągu 5,75 lat w średniej odległości 3,21 au. Odkryta 2 marca 1992 roku.